# Nuoto ai campionati mondiali di nuoto 2011 - 800 metri stile libero femminili
La specialità degli 800 metri stile libero femminili ai campionati mondiali di nuoto 2011 si è svolta presso lo Shanghai Oriental Sports Center di Shanghai, in Cina.
Le qualifiche per finale si sono svolte la mattina del 29 luglio 2011, mentre la finale si è svolta la sera del 30 luglio 2011.

## Medaglie
| Posizione | Atleta            | Paese       |
| --------- | ----------------- | ----------- |
| Oro       | Rebecca Adlington | Regno Unito |
| Argento   | Lotte Friis       | Danimarca   |
| Bronzo    | Kate Ziegler      | Stati Uniti |

## Record
Prima della manifestazione il record del mondo (WR) e il record dei campionati (CR) erano i seguenti.
| Record mondiale       | 8'14"10 | Rebecca Adlington Regno Unito | 16 agosto 2008 Pechino, Cina |
| Record dei campionati | 8'15"92 | Lotte Friis Danimarca         | 1º agosto 2009 Roma, Italia  |

Nel corso della competizione non sono stati migliorati record.

## Batterie
| Pos. | Atleta                   | Nazionalità   | Tempo   | Batteria | Corsia | Note        |
| ---- | ------------------------ | ------------- | ------- | -------- | ------ | ----------- |
| 1    | Rebecca Adlington        | Regno Unito   | 8:22.27 | 5        | 4      |             |
| 2    | Lotte Friis              | Danimarca     | 8:23.07 | 5        | 5      |             |
| 3    | Chloe Sutton             | Stati Uniti   | 8:27.72 | 3        | 5      |             |
| 4    | Kate Ziegler             | Stati Uniti   | 8:28.28 | 4        | 4      |             |
| 5    | Katie Goldman            | Australia     | 8:28.35 | 3        | 4      |             |
| 6    | Boglárka Kapás           | Ungheria      | 8:28.40 | 3        | 7      |             |
| 7    | Lauren Boyle             | Nuova Zelanda | 8:28.50 | 5        | 1      |             |
| 8    | Wendy Trott              | Sudafrica     | 8:28.75 | 3        | 6      |             |
| 9    | Kristel Köbrich          | Cile          | 8:28.76 | 3        | 2      |             |
| 10   | Yiwen Shao               | Cina          | 8:29.05 | 4        | 5      |             |
| 11   | Erika Villaécija Garcia  | Spagna        | 8:29.13 | 5        | 2      |             |
| 12   | Éva Risztov              | Ungheria      | 8:29.16 | 5        | 7      |             |
| 13   | Melissa Gorman           | Australia     | 8:30.00 | 4        | 7      |             |
| 14   | Camelia Potec            | Romania       | 8:32.35 | 4        | 6      |             |
| 15   | Andreína Pinto           | Venezuela     | 8:33.62 | 4        | 1      |             |
| 16   | Jazmin Carlin            | Regno Unito   | 8:34.33 | 5        | 6      |             |
| 17   | Grainne Murphy           | Irlanda       | 8:35.17 | 3        | 3      |             |
| 18   | Savannah King            | Canada        | 8:41.93 | 4        | 8      |             |
| 19   | Qian Chen                | Cina          | 8:42.15 | 5        | 3      |             |
| 20   | Patricia Castañeda       | Messico       | 8:42.65 | 2        | 4      |             |
| 21   | Nina Dittrich            | Austria       | 8:43.89 | 3        | 8      |             |
| 22   | Cecilia Biagioli         | Argentina     | 8:44.01 | 5        | 8      |             |
| 23   | Spela Bohinc             | Slovenia      | 8:45.86 | 2        | 5      |             |
| 24   | Julia Hassler            | Liechtenstein | 8:46.00 | 2        | 2      |             |
| 25   | Marianna Lymperta        | Grecia        | 8:51.93 | 3        | 1      |             |
| 26   | Cai Lin Khoo             | Malaysia      | 8:57.17 | 2        | 6      |             |
| 27   | Alexia Benitez           | El Salvador   | 9:00.04 | 2        | 3      |             |
| 28   | Samantha Arevalo         | Ecuador       | 9:00.96 | 1        | 6      |             |
| 29   | Shahd Osman              | Egitto        | 9:01.84 | 1        | 5      |             |
| 30   | Daniela Kaori Miyahara   | Perù          | 9:02.28 | 1        | 4      |             |
| 31   | Benjaporn Sriphanomthorn | Thailandia    | 9:08.40 | 2        | 7      |             |
| 32   | Simona Marinova          | Macedonia     | 9:12.47 | 1        | 3      |             |
| -    | Mireia Belmonte Garcia   | Spagna        |         | 4        | 2      | non partita |
| -    | Federica Pellegrini      | Italia        |         | 4        | 3      | non partita |

## Finale
| Pos. | Atleta            | Nazionalità   | Tempo   | Corsia | Note |
| ---- | ----------------- | ------------- | ------- | ------ | ---- |
|      | Rebecca Adlington | Regno Unito   | 8:17.51 | 4      |      |
|      | Lotte Friis       | Danimarca     | 8:18.20 | 5      |      |
|      | Kate Ziegler      | Stati Uniti   | 8:23.36 | 6      |      |
| 4    | Chloe Sutton      | Stati Uniti   | 8:24.05 | 3      |      |
| 5    | Boglárka Kapás    | Ungheria      | 8:24.79 | 7      |      |
| 6    | Katie Goldman     | Australia     | 8:29.20 | 2      |      |
| 7    | Wendy Trott       | Sudafrica     | 8:30.45 | 8      |      |
| 8    | Lauren Boyle      | Nuova Zelanda | 8:32.72 | 1      |      |